# Yohance Marshall
Yohance Marshall (n. Puerto España, Trinidad y Tobago, 22 de enero de 1986) es un futbolista trinitense que juega como defensa y actualmente milita en Murciélagos Fútbol Club y en la Selección de Fútbol de Trinidad y Tobago.

## Selección nacional
Hizo su debut el 11 de octubre de 2010 en un amistoso ante Jamaica disputado en el Independence Park en Jamaica. El marcador final fue 1-0 a favor de los jamaiquinos.

### Partidos
Ha disputado un total de 7 partidos con la selección trinitaria, de los cuales ha ganado dos, empató uno y perdió dos. Fue titular en siete partidos mientras que entró como suplente en uno. Y ha anotado dos goles.
| Partidos | Partidos    | Partidos  | Partidos                 | Partidos                     | Partidos      | Partidos | Partidos                | Partidos       | Partidos |
| N.º      | Rival       | Resultado | Fecha                    | Lugar                        | Competencia   | Goles    | Cambio                  | DT             |          |
| -------- | ----------- | --------- | ------------------------ | ---------------------------- | ------------- | -------- | ----------------------- | -------------- | -------- |
| 1        | Jamaica     | 1:0 (1:0) | 11 de octubre de 2010    | Kingston Jamaica             | Amistoso      | -        | -                       | Russell Latapy |          |
| 2        | Santa Lucía | 0:3 (0:1) | 21 de septiembre de 2010 | St. John's Antigua y Barbuda | Amistoso      | -        | 54' por Kevon Carter    | Russell Latapy |          |
| 3        | Guyana      | 1:1 (1:1) | 26 de septiembre de 2010 | Providence Guyana            | Amistoso      | -        | 83' por Lester Peltier  | Russell Latapy |          |
| 4        | Curazao     | 1:0 (0:0) | 5 de junio de 2015       | Willemstad Curazao           | Amistoso      | -        | -                       | Stephen Hart   |          |
| 5        | Cuba        | 2:0 (2:0) | 12 de julio de 2015      | Glendale EE. UU.             | Copa Oro 2015 | -        | 68' por Ataullah Guerra | Stephen Hart   |          |
| 6        | México      | 4:4 (1:0) | 15 de julio de 2015      | Charlotte EE. UU.            | Copa Oro 2015 | 90'      | -                       | Stephen Hart   |          |

### Goles con selección nacional
| Gol | Fecha               | Sede                                        | Oponente | Marcador | Resultado | Competencia   |
| --- | ------------------- | ------------------------------------------- | -------- | -------- | --------- | ------------- |
| 1.  | 15 de julio de 2015 | Bank of America Stadium, Charlotte, EE. UU. | México   | 4 – 4    | 4 - 4     | Copa Oro 2015 |

## Clubes
| Club                      | País              | Año               |
| ------------------------- | ----------------- | ----------------- |
| LA Galaxy                 | Estados Unidos    | 2009 - 2010       |
| Austin Astex FC(Préstamo) | Estados Unidos    | 2010              |
| Vermont Voltage           | Estados Unidos    | 2011              |
| Rochester Rhinos          | Estados Unidos    | 2012              |
| Chainat Hornbill FC       | Tailandia         | 2012              |
| Nay Pyi Taw               | Birmania          | 2013              |
| Central FC                | Trinidad y Tobago | 2014              |
| Murciélagos Fútbol Club   | México            | 2015 - Actualidad |